# Area archeologica della cattedrale di Vicenza
L'area archeologica della cattedrale di Vicenza, o area archeologica sottostante la sacrestia e la cattedrale, è il sito archeologico situato nel centro storico della città di Vicenza al di sotto della cattedrale di Santa Maria Annunciata, che presenta strutture di una grande domus di epoca romana del I secolo e di edifici di culto dall'età paleocristiana a quella tardo medievale oltre a un tratto di strada romana.

## Storia
La scoperta del sito avvenne nel 1946, durante estesi lavori di ricostruzione conseguenti ai bombardamenti angloamericani della seconda guerra mondiale, che avevano in parte distrutto l'edificio della cattedrale e pesantemente danneggiato gli edifici attorno a piazza Duomo, e della costruzione della nuova sacrestia. Gli scavi archeologici vennero condotti dalla Soprintendenza alle Antichità delle Venezie dal 1946 fino al 1953. Dal 1975 al 1977 furono effettuati ulteriori scavi sotto la cripta della cattedrale, poi reinterrati.
Il sito archeologico fu aperto una prima volta al pubblico negli anni cinquanta e chiuso negli anni settanta a causa delle condizioni microclimatiche proibitive.
In seguito a una serie di interventi eseguiti tra il 2000 e il 2003, tra cui il risanamento ambientale, il restauro delle strutture archeologiche, la valorizzazione e la pubblica fruizione, l'area archeologica sotto la cattedrale è stata riaperta al pubblico il 20 dicembre 2014. Alcuni di questi interventi sono stati realizzati anche grazie ai fondi del Gioco del Lotto, in base a quanto regolato dalla legge 662/96.

## Descrizione
L'area archeologica, estesa 750 mq, si trova per la maggior parte sotto la navata della cattedrale di Vicenza, oltre che sotto la sacrestia e la cripta. 

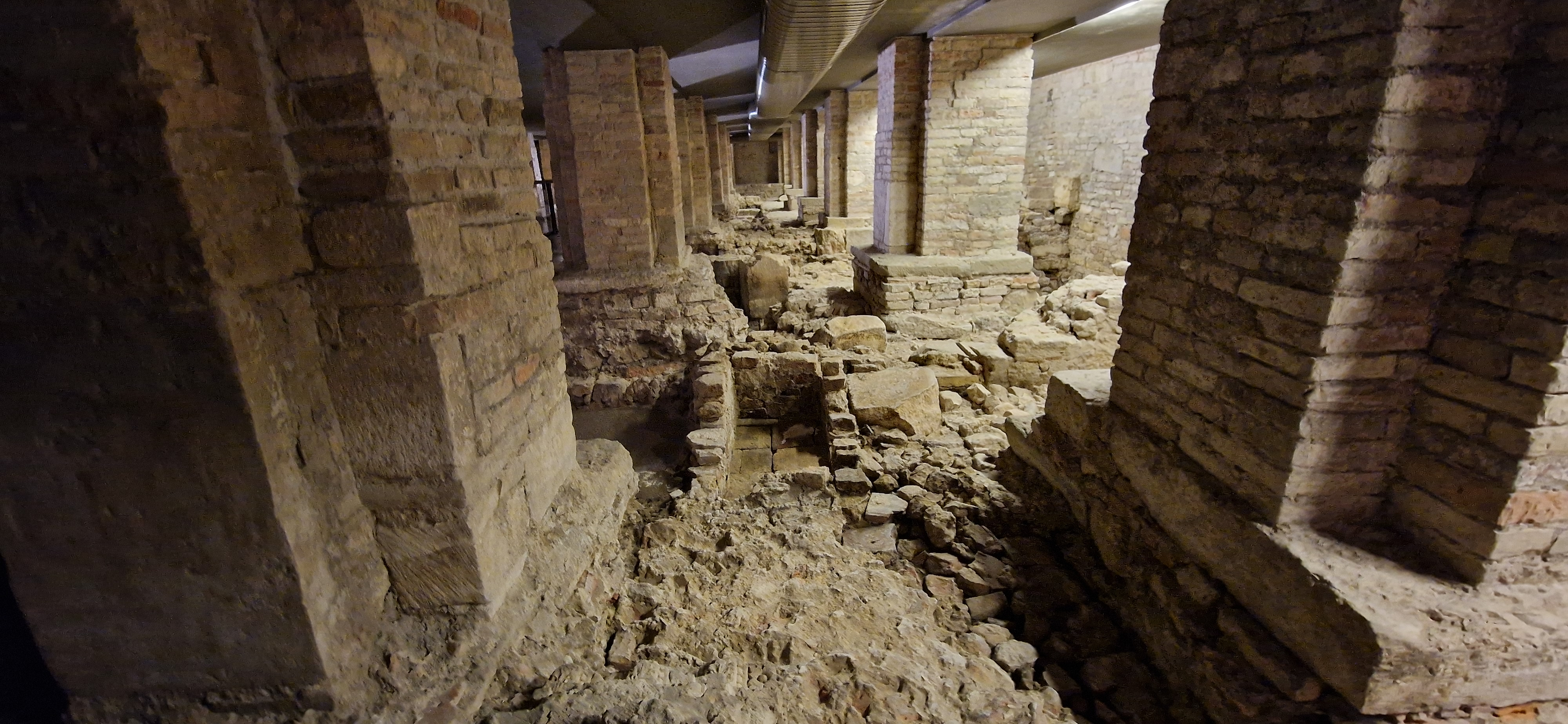
Veduta dell'area archeologica sotto la navata della cattedrale.

Nell'area si conservano tracce del quartiere sud-occidentale del municipium di Vicenza. Il quartiere si articolava in isolati di circa 80 m di lato il cui orientamento coincide con quello del decumano massimo, corrispondente all’odierno Corso Palladio. Le strutture rinvenute di epoca romana consistono in resti di muri e di pavimentazioni probabilmente riferibili a edifici privati e in un tratto di strada basolata.

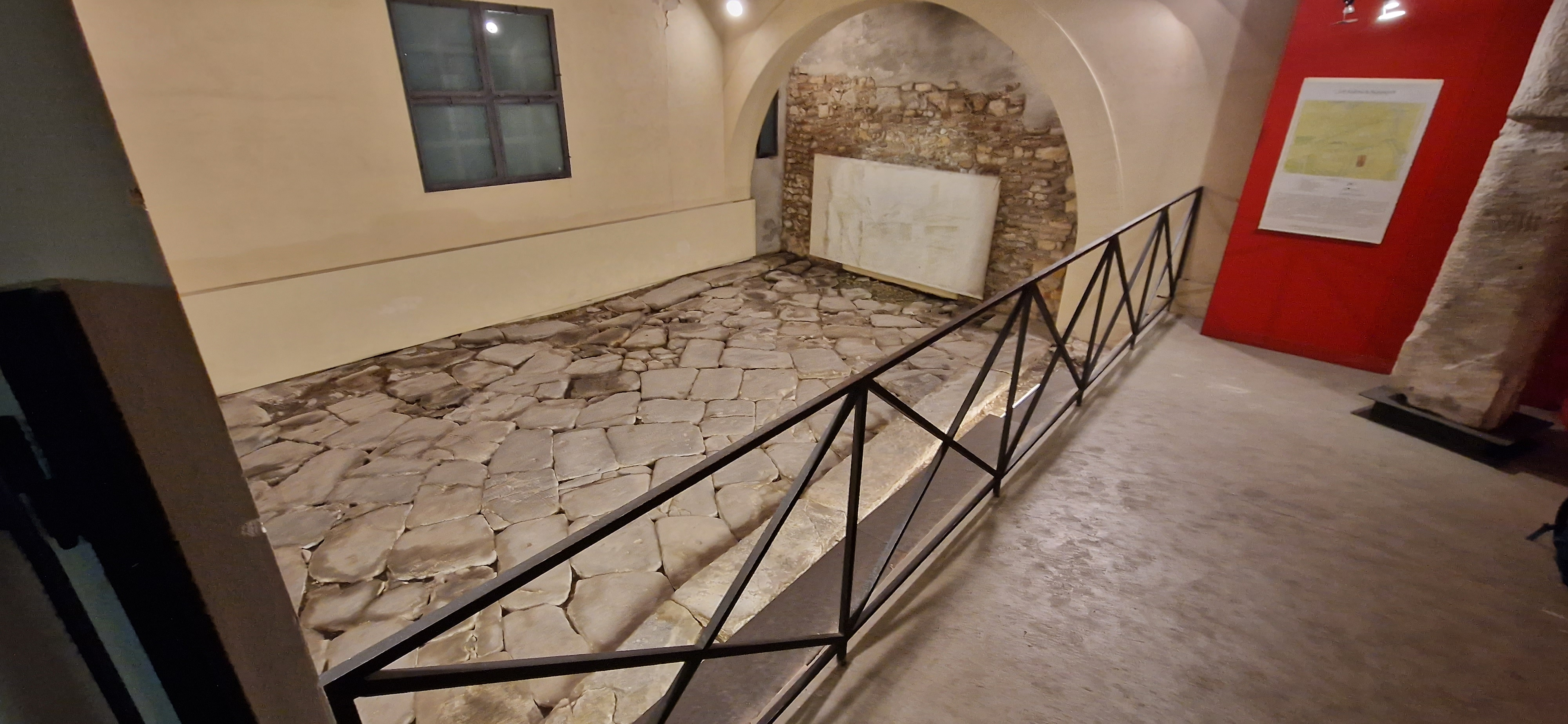
Resti della strada basolata (Decumano)

Il tratto di strada si trova a circa 3 m di profondità dall’attuale livello di calpestio. Il piano stradale è lastricato e ha una larghezza di 3,8 m, con marciapiedi su entrambi i lati, larghi circa 0,5 m. La strada è riferibile genericamente a un periodo compreso tra la fine del I sec. a.C. e l’inizio del I sec. d.C. . Si tratta di uno dei decumani minori, parallelo al decumano massimo. 
Accanto alla strada è collocato un miliario del IV sec. d.C., l'iscrizione su di esso incisa dice infatti che fu dedicato dalla città di Vicenza all'imperatore Graziano. Tale miliario non ha nulla a che fare con il lastricato viario, è stato infatti rinvenuto in reimpiego tra il materiale di costruzione del Duomo e proviene da una località posta a VIII miglia da Vicenza, come attesta il numero della distanza inciso sotto l'iscrizione dedicatoria. È presumibile che fosse collocato sulla principale arteria che attraversava Vicenza nel IV secolo, la cosiddetta via Gallica. 
Nell’area sottostante la navata della cattedrale sono conservati diversi ambienti riferibili probabilmente ad abitazioni di epoca romana su cui si impostano, con una complessa successione stratigrafica, i resti dei primi edifici cristiani, tra cui la domus ecclesiae, precedenti l’attuale Duomo.

## Note

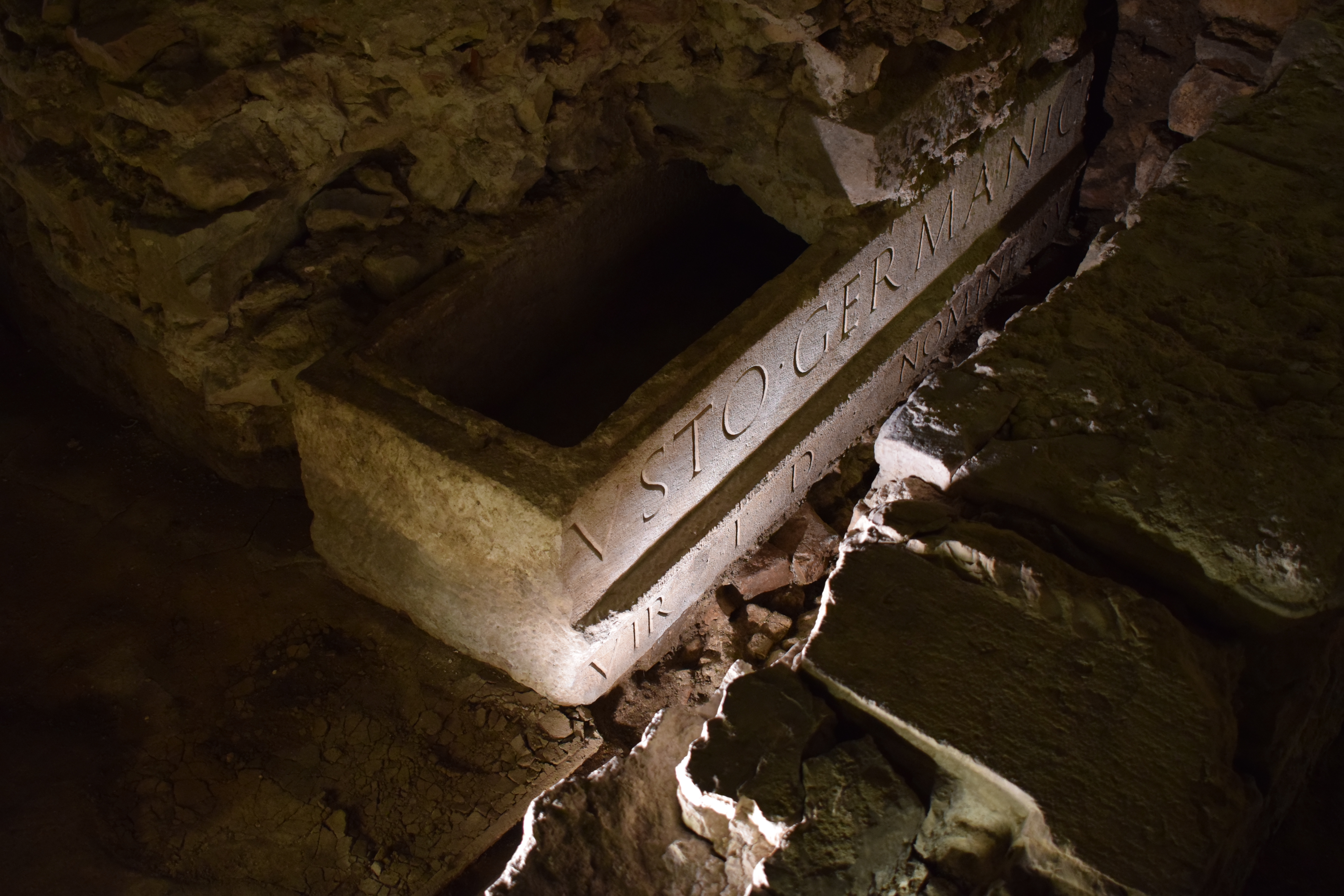
Sarcofago ricavato da un blocco lapideo di reimpiego con iscrizione romana (probabilmente proveniente da un edificio pubblico).

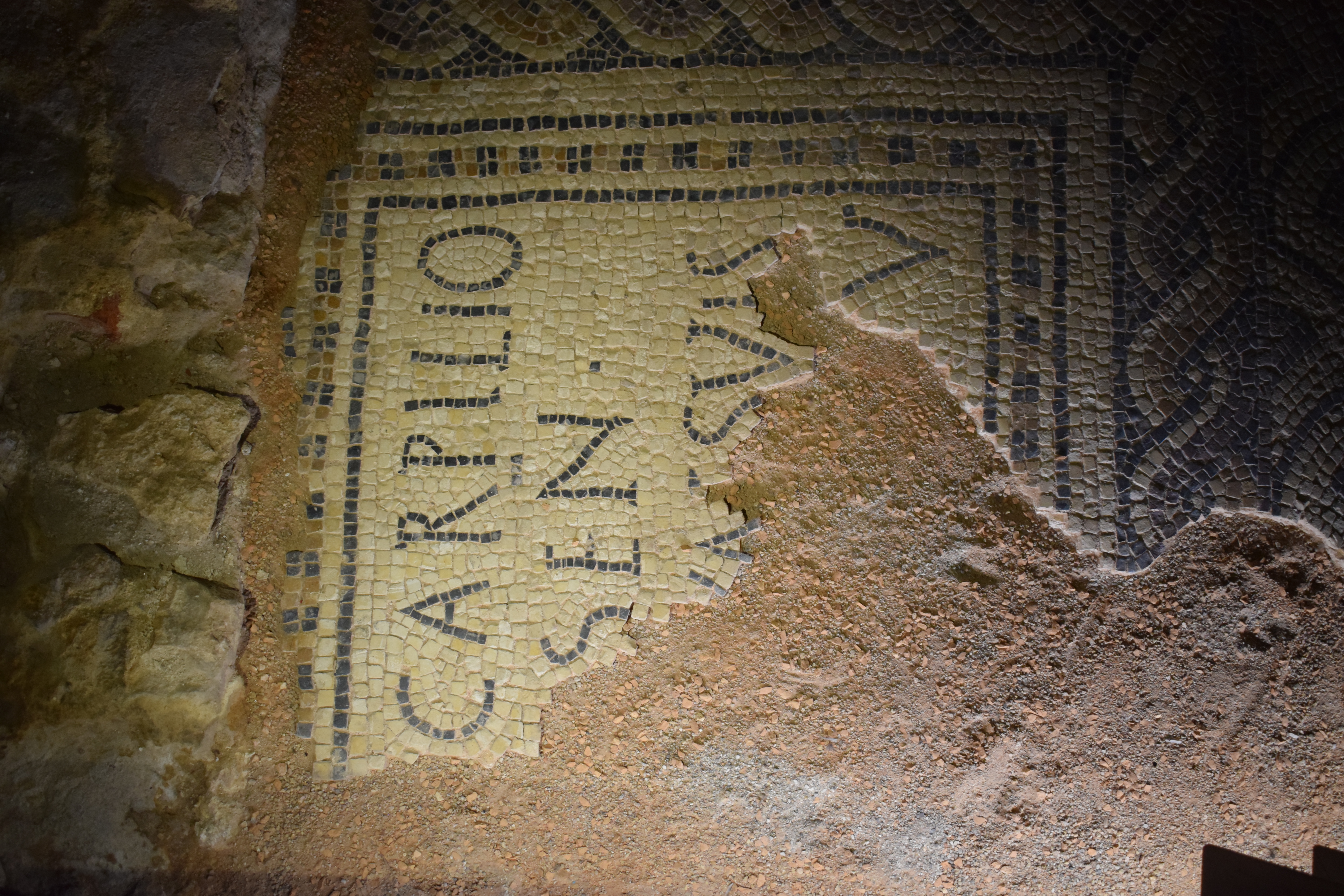
Pavimento musivo con iscrizione